# Mittelweißenbach
Mittelweißenbach ist ein Gemeindeteil der Großen Kreisstadt Selb im Landkreis Wunsiedel im Fichtelgebirge (Oberfranken, Bayern).

## Lage
Das Kirchdorf liegt im Tal der Eger. westlich des Stadtzentrums und ist über die B 15 mit diesem verbunden. Östlich von Mittelweißenbach verläuft die A 93. Die Deutsch-Tschechische Grenze liegt Luftlinie etwa 10 Kilometer östlich.

## Sonstiges
Die evangelisch-lutherische Stadtkirche Selb veranstaltet einmal im Monat einen Gottesdienst in Mittelweißenbach.